# المهدية (تونس)

شعار مدينة المهدية

المهدية، مدينة ساحلية تونسية ومقر لولاية المهدية. عدد السكان 410.812.
المهدية (مهدية) هي مدينة ساحلية تقع 205 كلم جنوب تونس العاصمة. وهي أيضا عاصمة ولاية المهدية.

## تاريخ المدينة
تعتبر مدينة المهدية ثاني عواصم الخلافة بإفريقية ولئن عرفت فترات تاريخية متعاقبة منذ القدم فإن الغموض يكتنف تاريخ هذه المدينة قبل العهد الفاطمي رغم تنوع الآثار الموجودة بالجهة من ناحية البرّ والبحر والتي تشير إلى وجود تجمع سكني بالمنطقة منذ الفترة البونية.
وقد امتدت الحقبة التاريخية التي ميزت المدينة منذ تأسيس الفاطميين لها وجعلها عاصمة للخلافة الفاطمية سنة 308هـ./920م، حيث اتخذها الخليفة الأول عبيد الله الفاطمي عاصمة وذلك لموقعها الجغرافي المميز فهي تطل على البحر من ثلاث جهات جعلت من المدينة حصنا منيعا قادرا على التصدي للغزوات الخارجية وجعلتها مركزا تجاريا هاما بحوض البحر الأبيض المتوسط.
يقول المؤرخ حسن حسني عبد الوهاب عن المهدية في كتابه خلاصة تاريخ تونس”المهدية مدينة جليل قدرها، شهير في قواعد الإسلام ذكرها، وهي من بناء عبيد الله المهدي أول خلفاء العبيديين وإليه تنتسب، وكان ابتداء بنائه لها سنة 303هـ/ 915م وجعلها دار مملكته.
وأول ما ابتنى منها سورها الغربي الذي فيه أبوابها، ثم أمر بحفر مرسى المدينة، وكان حجرا صلدا، فنقره نقرا وجعله حصنا لمراكبه الحربية، وأقام على فم هذا المرسى سلسلة من حديد رفع أحد طرفيها عند دخول السفن ثم تعاد كما كانت، تحصينا للمرسى من دخول مراكب الروم وابتنى ” دار الصناعة” وهي من عجائب الدنيا، ثم شرع في حفر الأهراء بداخل المدينة، وبنى الجباب والمصانع، واختزن الأهراء بالطعام، وملا الجباب (جمع جب) بالماء.
وكان اتساع المهدية في أول بناءها من الجوف إلى القبلة قدر غلوة سهم، فاستصغرها المهدي عند ذلك، فردم من البحر مقدارها وادخله في المدينة فاتسعت، والجامع الأعظم الآن والدار المعروفة في القديم بدار المحاسبات من ما من البحر. وابتنى لسائر الناس مدينة أخرى تسمى زويلة وهي إحدى المهديتين وبينهما قدر غلوة سهم، وجعل الأسواق والفنادق فيها، وادار بها خندق متسعة تجتمع بها الأمطار، فكانت كالربض لمدينة المهدية. وكان بخارجها الحمى المعروفة بحمى زويلة، وكان كله جنات وبساتين بسائر الثمار وأنواع الفاكهة"
بعد خروج المعز لدين الله الخليفة الفاطمي إلى مصر سنة 360هـ./970م، وتأسيس مدينة القاهرة حكم الصنهاجيين إفريقية ولكنهم تألبوا فيما بعد على الفاطميين فانتقم هؤلاء منهم وأرسلوا إليهم القبائل الهلالية التي ساهمت في نشر قدر كبير من الفوضى، ومنذ ذلك التاريخ توالت الحملات ضد المدينة من الأساطيل الأوروبية وخاصة الإسبانية حيث تراوحت حال المدينة بين السقوط والاسترداد وقد انتهى كل ذلك بتدميرها وحرقها من طرف الإسبان في 1555م. وقد فقدت بذلك أهميتها كعاصمة إلى أن قامت العناصر التركية بإعادة اعمارها من جديد حيث أعطتها طابعا جديدا تحولت بموجبه إلى مدينة نشطة يتعايش فيها المسلمون والمسيحيون واليهود ويرتكز اقتصادها على قطاعات متعدّدة.
وفي فترة الإحتلال الفرنسي للبلاد التونسية ساهمت المهدية في الحركة الوطنية التونسية والكفاح وأنجبت ثلة من المناضلين وشاركت في فترة الاستقلال في بناء تونس الحديثة، وعرفت فيما بعد نقلة نوعية على جميع المستويات جعلت من المدينة قبلة الزوار من الداخل والخارج وجعلتها من أجمل مدن المتوسط.

## الموقع الجغرافي
تقع مدينة المهدية (ويطلق عليها المدينة ذات الهلالين) على الساحل الشرقي بوسط الجمهورية التونسية وهي عبارة عن برزخ ممتد داخل البحر (شبه جزيرة) يحيط بها البحر من ثلاث جهات وهي ذات مناخ معتدل تؤثر فيها التيارات الهوائية للحوض المتوسط وتبعد عن العاصمة 200 كلم
إن انتماء المهدية إلى الساحل يجعلها تحت تأثير المناخ المتوسطي المعتدل المتميز بنسبة من الرطوبة. وتساهم الرياح البحرية والشمالية والشمالية الشرقية في تعديل درجات الحرارة صيفا وشتاء، وتبلغ نسبة التساقطات على الشريط الساحلي 300مم لتصل في بعض الأحيان إلى 400مم، ما يساهم في انتشار غطاء نباتي متنوع.
| البيانات المناخية لـالمهدية       | البيانات المناخية لـالمهدية | البيانات المناخية لـالمهدية | البيانات المناخية لـالمهدية | البيانات المناخية لـالمهدية | البيانات المناخية لـالمهدية | البيانات المناخية لـالمهدية | البيانات المناخية لـالمهدية | البيانات المناخية لـالمهدية | البيانات المناخية لـالمهدية | البيانات المناخية لـالمهدية | البيانات المناخية لـالمهدية | البيانات المناخية لـالمهدية | البيانات المناخية لـالمهدية |
| الشهر                             | يناير                       | فبراير                      | مارس                        | أبريل                       | مايو                        | يونيو                       | يوليو                       | أغسطس                       | سبتمبر                      | أكتوبر                      | نوفمبر                      | ديسمبر                      | المعدل السنوي               |
| --------------------------------- | --------------------------- | --------------------------- | --------------------------- | --------------------------- | --------------------------- | --------------------------- | --------------------------- | --------------------------- | --------------------------- | --------------------------- | --------------------------- | --------------------------- | --------------------------- |
| متوسط درجة الحرارة الكبرى °م (°ف) | 16.8 (62.2)                 | 17.4 (63.3)                 | 19.5 (67.1)                 | 21.7 (71.1)                 | 24.6 (76.3)                 | 28.7 (83.7)                 | 30.3 (86.5)                 | 31.4 (88.5)                 | 27.6 (81.7)                 | 24.8 (76.6)                 | 19.9 (67.8)                 | 17.8 (64.0)                 | 23.4 (74.1)                 |
| متوسط درجة الحرارة الصغرى °م (°ف) | 6.6 (43.9)                  | 8.4 (47.1)                  | 10.8 (51.4)                 | 14.3 (57.7)                 | 16.8 (62.2)                 | 21.0 (69.8)                 | 24.5 (76.1)                 | 26.3 (79.3)                 | 21.1 (70.0)                 | 18.3 (64.9)                 | 13.9 (57.0)                 | 9.7 (49.5)                  | 16.0 (60.7)                 |
| معدل هطول الأمطار مم (إنش)        | 48 (1.9)                    | 28 (1.1)                    | 22 (0.9)                    | 20 (0.8)                    | 4 (0.2)                     | 2 (0.1)                     | 2 (0.1)                     | 17 (0.7)                    | 54 (2.1)                    | 45 (1.8)                    | 33 (1.3)                    | 30 (1.2)                    | 305 (12.2)                  |
| متوسط أيام هطول الأمطار           | 5                           | 4                           | 6                           | 5                           | 4                           | 3                           | 2                           | 2                           | 9                           | 8                           | 7                           | 8                           | 63                          |
| متوسط الرطوبة النسبية (%)         | 81                          | 77                          | 79                          | 75                          | 80                          | 73                          | 69                          | 73                          | 74                          | 76                          | 79                          | 74                          | 76                          |
| المصدر: www.tutiempo.net          |                             |                             |                             |                             |                             |                             |                             |                             |                             |                             |                             |                             |                             |

## المناخ الثقافي

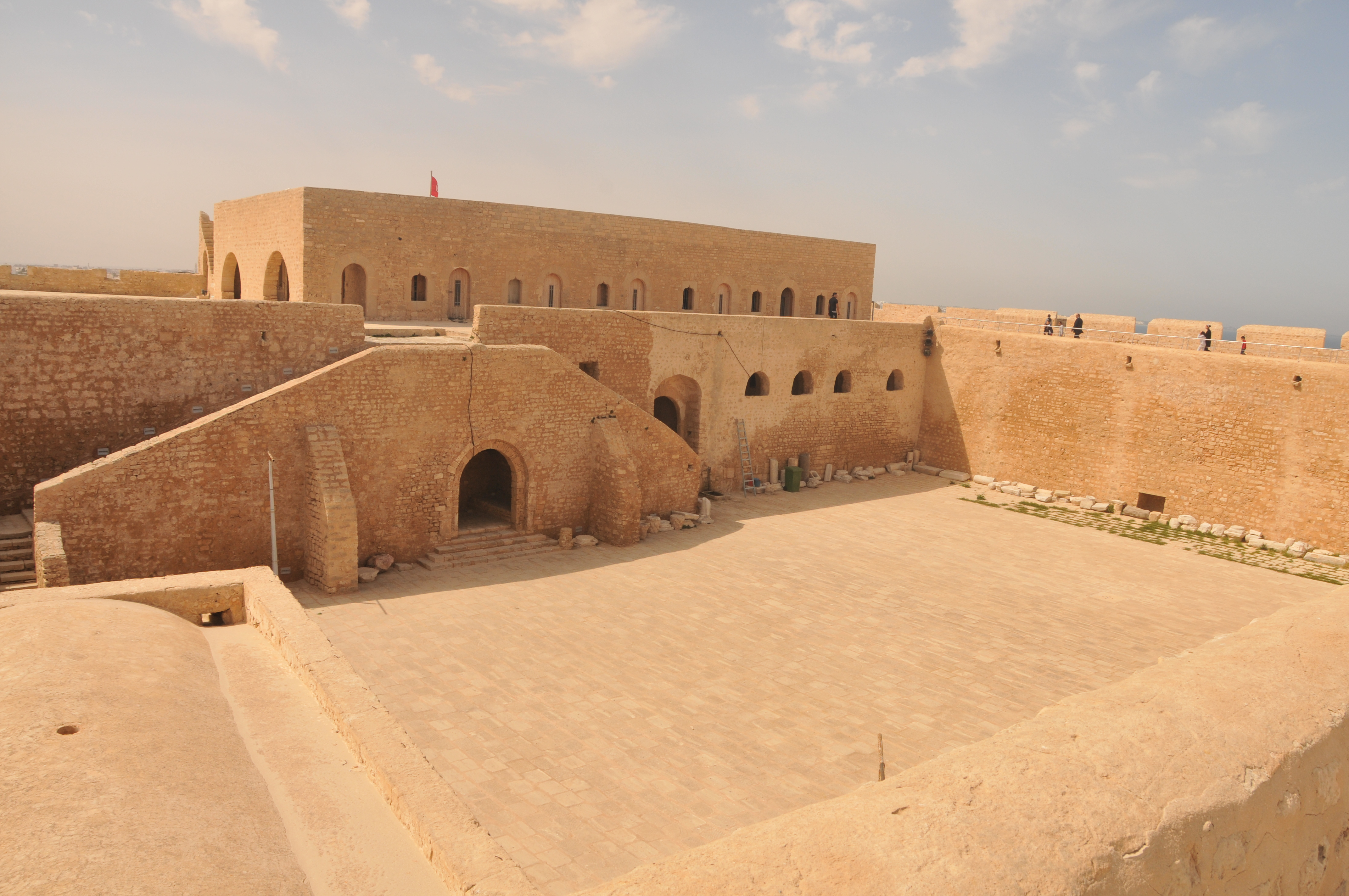
قصبة المهدية أو البرج الكبير شيدته الدولة العثمانية

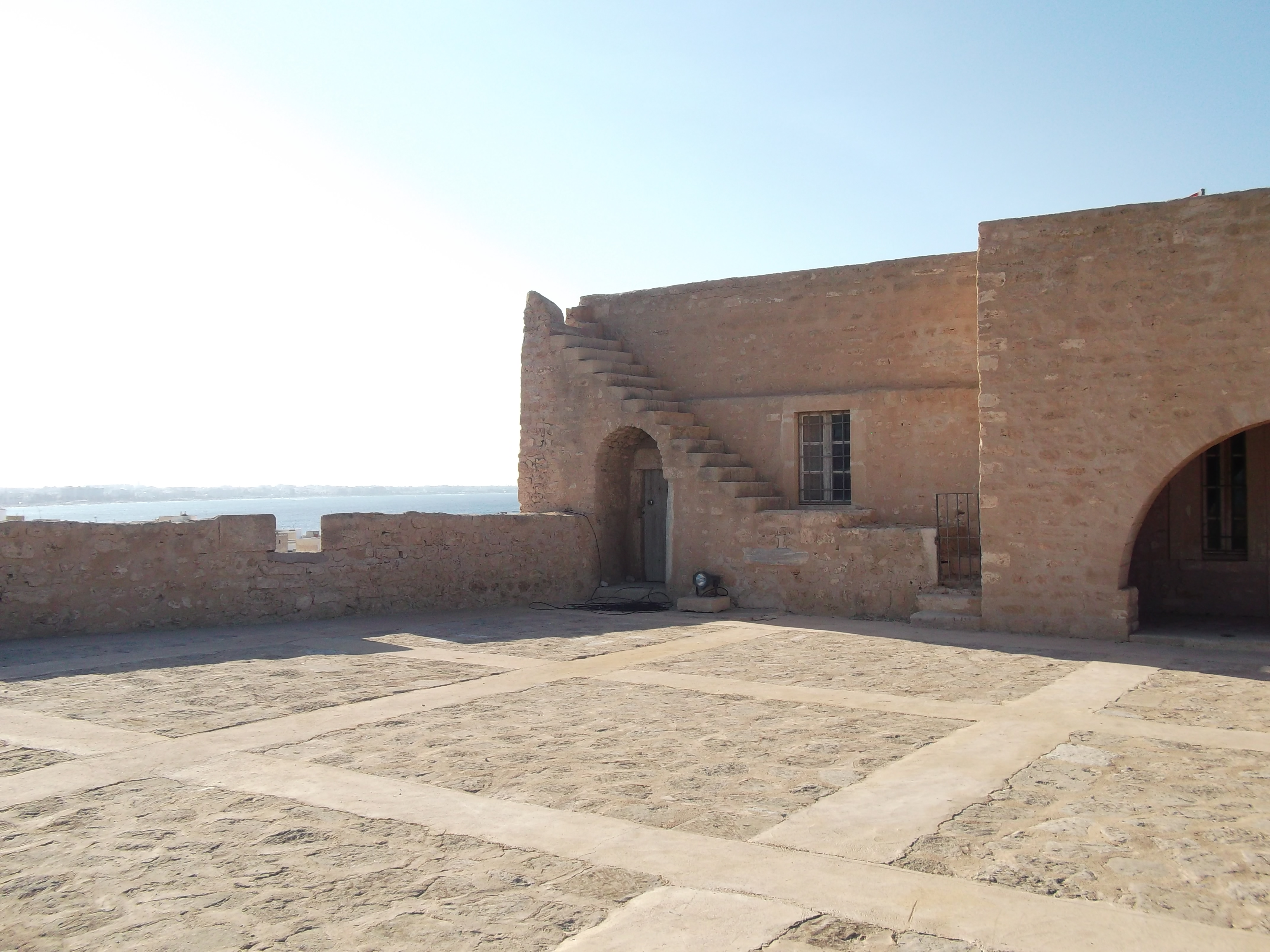

مثل المدينة العتيقة بالمهدية عاملا من عوامل تطور السياحة بالمنطقة وذلك لثراء مخزونها التراثي والتاريخي والثقافي، هذا إلى جانب اختلاف الأنشطة بهذه المدينة ومدى مواكبتها للتنمية التي تشهدها المهدية في مختلف مراحلها، ومساهمتها في استقطاب الوافدين على المدينة باعتبارها مسلكا سياحيا فريدا من نوعه.
فثراء المعالم الأثرية دليل على تعاقب الحضارات بالمدينة وتنوعها مما دفع بالبلدية إلى دعم مجهودات ترميم الآثار وصيانتها، كما تتميز المدينة العتيقة بطابع معماري مميز من حيث تنوع أشكال المعمار التقليدي ويرجع السبب في ذلك إلى اختلاف الوافدين قديما من مختلف الأصقاع.
كما يوجد فيها الجامع الكبير والقصبة التي تم بناءها أواخر القرن السادس عشر. وبين الجامع والقصبة آثار رومانية قديمة كثيرة.
تسير طريق جنوب المهدية عبر مزارع كثيرة يتم ريّها بواسطة الدلو الذي تقوم الحيوانات بتشغيله واستخراج
المياه من الآبار الكثيرة الموجودة في المنطقة، وهي عادة للري معروفة ومنتشرة في كل أنحاء المغرب، حتى تصل
الطريق إلى قصور الساف بمسافة 12 كلم جنوب المهدية، وهي مدينة صغيرة. يتفرع شارع إلى الشرق ناحية الجم.
وتستمر الطريق بمحاذات الساحل إلى شِبّه فوق الشاطئ الذي ينتهي داخل البحر ب (رأس قبودية) مع وجود ميناء صغير فيه، وبرج قديم من العصور الوسطى. ثم تتابع الطريق عبر التلال الخضراء حول جبنيانة حتى تصل جنوبا إلى مدينة صفاقس.
تتميز المهدية بأنها مركز نشط لصيادي الأسماك، لذا أنشأت فيها صناعة تعليب السمك، بالإضافة إلى الأعمال اليدوية والحرفية التقليدية.
سوق علي بابا
تتحوّل بوابة السقيفة الكحلة إلى سوق علي بابا، الشبيه بذلك الذي ورد في قصص ألف ليلة وليلة. وأثناء السوق الأسبوعية التي تقام يوم الجمعة في المدينة، يعرض النساء اللّواتي يشتغلن بالحياكة والتطريز والنسيج منتجاتهنّ من الملابس التقليديّة الغاية في الجمال، ومنسوجاتهن المصنوعة من الحرير المذّهب، ومصوغاتهن التقليدية ذات التصاميم المتنوعة. وتمثل زيارة هذه السوق فرصة للإطّلاع على هذه الصناعات التقليديّة النسويّة، التي تمثّل إحدى العلامات المميّزة للصناعات التقليديّة التونسيّة.
ويحتل التزيين الداخلي للمنازل التونسية مكاناً بارزاً في المهديّة بشكل خاص، حيث تصبح تحفة حقيقية، ويبدو ذلك واضحاً في منازل الأثرياء، خصوصاً في نهج الحمزوات الذي به العديد من المنازل الجميلة المبنيّة في أوائل القرن العشرين الميلادي من قبل أفراد عائلة واحدة. وتتميز المهديّة بذلك البهاء التقليدي المميّز للمدن البحريّة، فهي تضم ميناء صيد بحري يعد أحد أهم الموانيء في تونس، ويختصّ بصيد سمك الساردين بالإعتماد على الأضواء ليلاً، ممّا يجعل ليالي الصيف في هذا المدينة تتحوّل عند مغادرة سفن الصيد باتجاه البحر، إلى مناسبات فرح جميلة، حيث ينار الميناء والبحر بآلاف المصابيح، ويصبح شاطىء المدينة محل حركة كبيرة عند خيوط الفجر الأولى في أيّام فصل الصيف، ويخترق جنباته صراخ باعة السمك، ووصول مئات الصناديق من سمك الساردين والأنشوّجة، التي تم صيدها في أعالي البحار.

## أهم المواقع الأثرية والتاريخية

### باب الفتوح (أو باب زويلة)
«السقيفة الكحلة» كما تسمى حاليا: يعود بناء هذا المعلم إلى أوائل القرن الرابع هجري (303 هـ 308 هـ) الموافق لأوائل القرن العاشر ميلادي (916 م – 921 م)
وهو يمثل البرج الرئيسي للسور البري لمدينة المهدية، كما كان يمثل المدخل الوحيد للمدينة برا. يتكون باب زويلة من برج يبلغ علوه 18.50م في حين يبلغ عرضه حوالي 21 م وعمقه 12.70 م
وكذلك من ممر مغطى يؤدي مباشرة إلى الأسواق، يبلغ طوله 33 م وعرضه حوالي 5.10 م.
منذ أوائل القرن العاشر حتى أواسط القرن السادس عشر كان الممر يحتوي على ستة أبواب حديدية.
أدخلت على هذا المعلم العديد من التحويرات بعد هدم الأسوار من قبل الإسبان سنة 1555،
آخر هذه التحويرات سنة 1311 هـ الموافق لسنة 1893 م.

### قصر القائم بأمر الله
بناه عبيد الله المهدي في أوائل القرن العاشر لإبنه وخليفته القائم بأمر الله، وتواصل استعماله كقصر من قبل الأمراء الزيريين،
وقد وقع هدمه واستعمال حجارته بعد الاحتلال الإسباني للمدينة (أواسط القرن السادس عشر). مكنت الحفريات الجارية
بهذا المعلم من اكتشاف فسيفساء تفوق مساحتها 60 م2 ومن الأرجح أنها كانت تزين أرضية القاعة الكبرى للقصر.

### الجامع الكبير

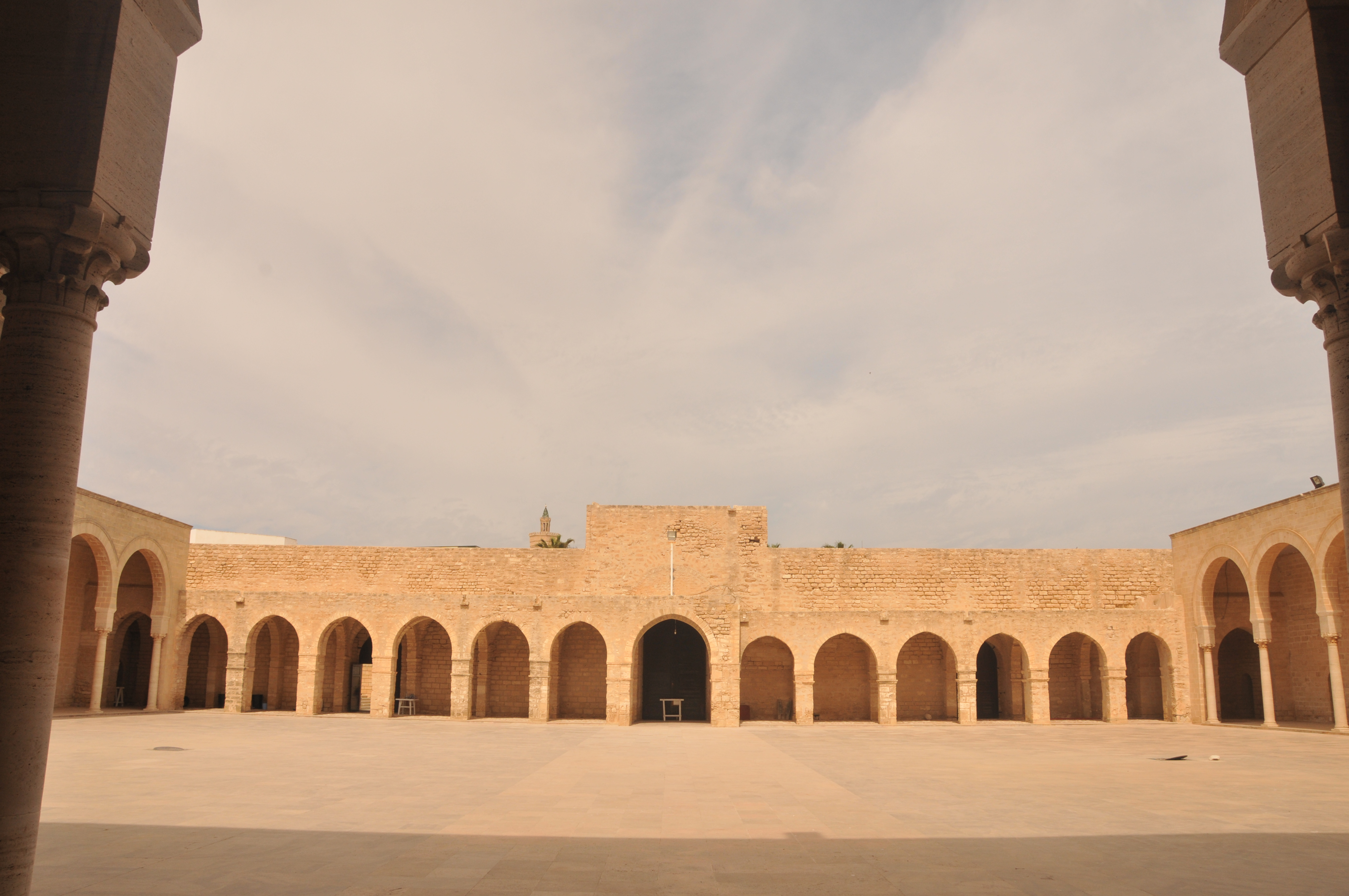
الجامع الكبير للمدينة

تزامن بناء هذا الجامع مع تأسيس المدينة في أوائل القرن العاشر ميلادي (أوائل القرن الرابع هجري)،
وكان يعتبر الجامع الرئيسي المخصص للخليفة ولحاشيته. طرأت عليه عديد التغييرات خاصة في أواسط القرن السادس عشر ميلادي حيث حوله الإسبان إلى كنيسة ومقبرة لقواد الجيش. وقع تجديده سنة 1962
مع احترام مساحته الأصلية والإبقاء على واجهته الرئيسية ومدخله الذي يشبه قوس النصر الروماني.
ومن خصائصه انه لا يحتوي على مئذنة.

### مصنع السفن (أو دار البحر)
هو ثاني مصنع للسفن أحدث بالمهدية الفاطمية، أسسه المعز لدين الله الفاطمي، كان يحتوي على مراسي سفن ومخازن مغطاة.
تواصل اشتغال هذا المصنع إلى العهد الحفصي حيث كان يعتبر خلال القرن السادس عشر ميلادي من أهم المصانع إلى جانب مصنعي تونس وبجاية.

### الميناء القديم
يحتل هذا الميناء منخفضا يفصل بين مرتفع سيدي جابر ومرتفع البرج الكبير، على الساحل الجنوبي الشرقي لشبه جزيرة المهدية،
فهو يوجد إذن في موقع محمي من الرياح الشمالية الغربية ويفتح على مياه عميقة. أثبتت البحوث الحديثة أن هذا الميناء المنقور في الحجارة يعود إلى العهد البوني
وتواصل استعماله كمرسى للسفن التجارية والحربية إلى العهد العثماني (اواسط القرن 18 ميلادي).
تبلغ مساحة هذا الميناء المستطيل الشكل 8250 م2، في حين يفوق عمقه الأصلي 10 أمتار وبإمكانه احتواء 30 مركبا.
لا تزال آثار الأسوار المحيطة به وا البرجان اللذان يحرسان مدخله بارزة.

### البرج العثماني
وقع بناءه في أواخر القرن السادس عشر ميلادي من قبل الأتراك العثمانيين عندما استقروا نهائيا بالمهدية.
ومن الأرجح أنه بني على أنقاض قصر عبيد الله المهدي، وهو برج عسكري مخصص لاحتواء الحامية الانكشارية.بني على انقاض البرج الفاطمي واسم مؤسسه لا يزال مكتوبا عليه رغم اختلاف المؤرخين في سبب إعادة بنائه فقد امر القبطان سنان باشا المهندس سنان اغا باعادة ترميمه الا انه وجده مدمرا تماما من الاسبان ومن جسن الحظ ان المخطط وجد في مكان ما جلبه احدهم إلى المهندس سنان اغا فبدا في إعادة بنائه مستعملا حجارة من كل مكان منها ما جلب من انقاض قصر الآمر بالله ابن عبيد الله المهدي ومنها ما جلب من مناطق أخرى واتم بناءه من فضل الله احمد باشا واسمه مكتوب على المعلم

### جامع الحاج مصطفى حمزة
بني هذا الجامع على نفقة الحاج مصطفى حمزة سنة 1772. وقد شهد هذا المعلم عمليات توسيع وترميم عديدة
خاصة في القرن العشرين.
ويعتبر هذا الجامع من أهم المعالم الدينية الموجودة بمدينة المهدية نظرا لأنه يضم كل المقاييس المعمارية المميزة للمسجد الجامع في الفترة العثمانية.

### المدينة العتيقة
تمثل المدينة العتيقة بالمهدية عاملا من عوامل تركز السياحة وتطورها بالمنطقة وذلك لثراء مخزونها التراثي والتاريخي والثقافي،
هذا إلى جانب اختلاف الأنشطة بهذه المدينة ومدى مواكبتها للتنمية التي تشهدها المهدية في مختلف مراحلها،
ومساهمتها في استقطاب الوافدين للمدينة باعتبارها مسلكا سياحيا فريدا من نوعه.
فثراء المعالم الأثرية دليل على تعاقب الحضارات بالمدينة وتنوعها مما دفع بالبلدية إلى دعم مجهودات ترميم الآثار وصيانتها،
كما تتميز المدينة العتيقة بطابع معماري مميز من حيث تنوع أشكال المعمار التقليدي ويرجع السبب في ذلك
إلى اختلاف الوافدين قديما من مختلف الأصقاع، وتسعى البلدية جاهدة للحفاظ على الطابع المعماري التقليدي وذلك من خلال:
- التنسيق مع المعهد الوطني للتراث عند إسناد رخص البناء بالمدينة العتيقة.
- اعتماد كراس شروط خصوصي لصيانة المدينة العتيقة.
- إبراز دور «البيت المخبر» من حيث كيفية البناء وإعادة البناء وتكوين البنائين أصيلي الجهة

ويندرج هذا المشروع في إطار شبكة عالمية للمدن التاريخية الساحلية تحت إشراف منظمة اليونسكو وذلك حفاظا على الطابع المعماري التقليدي للمدينة العتيقة ومقاومة البناء الفوضوي.
- المساهمة في تهيئة المنطقة بالتنسيق مع صندوق حماية وتهيئة المناطق السياحية من تعبيد الأنهج وتبليط الأزقة وتركيز التنوير التجميلي والتنوير العمومي...

إن المتأمل في المدينة العتيقة يلاحظ نوعا خاصا من التقسيم الحضري فهي شبه جزيرة تتوسطها الأحياء السكنية التي تستغل قرابة 45 % من المساحة الجملية للمدينة. ويربط التجمعات السكنية والمدينة الحديثة الحي التجاري أو ما يطلق عليه السوق العربي ويتسع ل: 35 % من المساحة أما المنطقة الثالثة المتبقية فهي المقبرة البحرية ومساحتها 20 % علما وأن المساحة الجملية للمدينة العتيقة تفوق الكلم مربع.
يقطن التجمعات السكنية قرابة 5500 ساكن تختلف أنشطتهم بين صيادين وفلاحين وموظفين (800 صياد- 1000 موظف...)
وأهم نشاط في المدينة هو نشاط الصيد البحري من حيث عدد المشتغلين في هذا القطاع وارتباط هذا النشاط بالحياة اليومية
لكافة متساكني المنطقة إذ هو مورد الرزق الأوحد لعدد كبير من العائلات.
أما بالنسبة للمنطقة التجارية فهي تضم 305 محل تجاري ومهني وخدماتي مقسمة كالآتي:
نوع النشاط العدد النسبة
- محلات تجارية 172 56 %
- محلات مهنية 84 27%
- محلات خدماتية 49 17%

هذا إضافة إلى 5 مؤسسات إدارية وتعليمية واقتصادية عامة وتمثل عدد المحلات التي تتعاطى أنشطة للصناعات التقليدية 91 محلا أي بنسبة تقارب الـ 30 % من النشاط وتشمل خاصة صناعة المصوغ ونسيج الحرير.
ولمزيد تنشيط المدينة وخاصة الأحياء التجارية تجتهد البلدية بالتنسيق مع صندوق حماية وتهيئة المناطق السياحية على تهيئة هذه الأحياء إلى جانب حث أصحاب المحلات على تحسين واجهات محلاتهم والتعريف بالطابع المعماري التقليدي للمدينة العتيقة
كما تضم هذه المنطقة السوق المركزي و«سوق التركي» للصناعات التقليدية و«دار الهمة» للتعريف باللباس التقليدي ونقابة التوجيه السياحي و«دار الحرفي» إلى جانب تواجد المناطق الخضراء بساحة القاضي النعمان وساحة البيئة ومنطقة رأس إفريقيا (وراء المنارة البحرية).

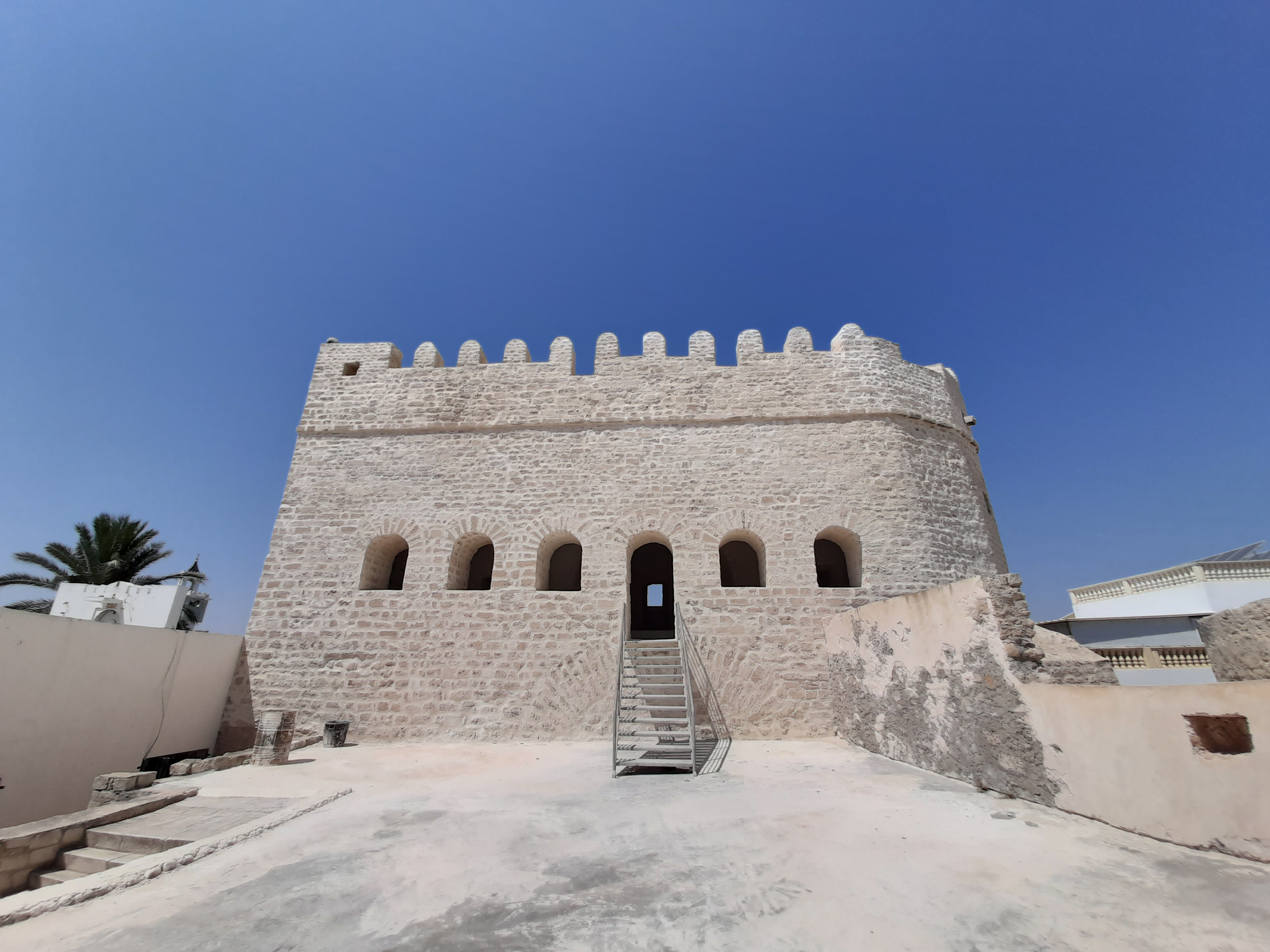
منظر للسقيفة الكحلاء من فوق سطحها

وما يميز المنطقة التجارية كثافة المرافق الخدماتية والسياحية من مقاهي وآثار فهي إضافة إلى المعالم الأثرية للعهد الفاطمي (الجامع الكبير والسقيفة الكحلاء) أو العثماني (البرج الكبير) تتواجد المعالم الدينية الأخرى من جوامع وزوايا وكتاتيب ومدرسة قرآنية إلى جانب مقام الأولياء الصالحين التي توليها البلدية عناية فائقة من حيث الترميم والتعهد والصيانة والتجميل باعتبار هذه المعالم إرثا قيما.

## المنشآت

### المنشآت الشبابية والثقافية
- المتحف الجهوي.
- دار الشباب.
- دار الثقافة.
- نادي الشباب.
- مكتبة عمومية جهوية.
- ثلاث مكتبات للأطفال.

### المنشآت الرياضية
مركب رياضي يحتوي على:
- قاعة مغطاة
- ملعبين معشبين
- ملعب معشب اصطناعي
- ملعب كرة قدم
- فضاء للألعاب الفردية
- قاعتين للتدريب مغطاة.

### المنشآت التربوية والجامعية
- كلية العلوم الاقتصادية والتصرف بالمهدية.
- المعهد العالي للعلوم التطبيقية والتكنولوجيا بالمهدية
- المعهد العالي للدراسات التطبيقية في الإنسانيات بالمهدية
- المعهد الأعلى للإعلامية
- المعهد العالي للفنون والحرف بالمهدية
- المعهد العالي للدراسات التكنولوجية
- معاهد ثانوية: 02
- مدارس إعدادية: 04
- مدارس المهن: 01
- مدراس ابتدائية: 13
- مدارس مختصة في التكوين: 04

### منشآت الطفولة
- منتزه الطفل والعائلة.
- مركز إعلامية الطفل.
- نوادي الأطفال: 05
- رياض الأطفال: 17

## العلاقات الخارجية
اختيار مدينة المهدية كمدينة نموذجية ضمن شبكة مدن ساحلية وتاريخية صغرى لمنظمة اليونسكو بالحوض المتوسط من خلال ملتقى اليونسكو الذي انتظم بمدينة المهدية من 21 إلى 24 جوان 1999. انطلاق مشروع البيت المخبر بالتعاون مع منظمة اليونسكو ومقاطعة اللوار اطلنتيك بفرنسا ومدرسة الهندسة والتعمير بتونس والمجلس الجهوي بولاية المهدية وجمعية صيانة مدينة المهدية ويتمثل المشروع في ترميم مسكن قديم على ملك البلدية وذلك باجراء تجارب بناء ورسكلة البنائين والمهندسين في كيفية البناء وإعادة البناء بالنمط التقليدي للحفاظ على الطابع المعماري التقليدي للمدينة العتيقة بالمهدية.
انجاز المشروع النموذجي لتثبيت الكثبان الرملية بشاطئ المهدية وبساهمة بلدية المهدية ووكالة حماي وتهيئة الشريط الساحلي وجمعية صيانة المدينة بالمهدية وبرنامج الأمم المتحدة للتنمية.
تنظيم ورشة عمل ميدانية دولية باشراف منظمة اليونسكو مقاطع الحجارة المهجورة: الرهانات ومشاريع التهيئة من 16 إلى 25 نوفمبر 2006 بمشاركة أساتذة وطلبة من تونس وكندا ولبنان وإيطاليا والمغرب حول تقديم أمثلة وتصورات في كيفية تهيئة وتثمين مقاطع الحجارة.
تهيئة الكنيسة القديمة قصد إعدادها كمركز ثقافي متعدد الاختصاصات إضافة إلى تهيئة ساحة اللوار الأطلسية بتمويل من مقاطعة اللوار الأطلسية الفرنسية والمجلس الجهوي لولاية المهدية وجمعية صيانة المدينة.
انتخاب مدينة المهدية كنائب رئيس لمجموعة المدن الأورومتوسطية لمدن المغرب العربي للمدة النيابية 2004-2006.
انطلاق المشروع النموذجي لرفع الفضلات المنزلية بالمدينة العتيقة في إطار برنامج مادباكت لمجموعة المدن الأورومتوسطية.
تبادل الخبرات في المجال البيئي مع بروكسل للتصرف البيئي.
انخراط مدينة المهدية في مشروع «شمس» لمجموعة المدن الأورومتوسطية الذي يهتم بالبرامج الإنسانية المستدامة في الأوساط الحضرية المتوسطية.
انخراط مدينة المهدية في منظومة أجندا 21 المحلية.
تبادل الخبرات في مجال الصيد البحري والسياحة مع مدينة مدزارا دال فالو الإيطالية.

## أعلام المدينة
- محمد المصمودي ولد 25 مايو 1925، سياسي ورجل دولة.
- البشير التركي ولد بالمهدية في 21 مارس 1931 وتوفي بها يوم 14 أوت 2009. البشير التركي أحد أكبر علماء الذرّة في العالم.انتخب في عام 1969 رئيسا للوكالة الدولية للطاقة الذرية بالنمسا بتقديم من قبل دول عدم الانحياز ورغم معارضة الحكومة التونسية في عهد بورقيبة.